# Jean de Luxembourg (1400-1466)
Jean le Bâtard de Luxembourg ou bâtard de Saint-Pol dit Hennequin ou Jehan de Luxembourg (né vers 1400; † 28 juillet 1466) était seigneur d’Haubourdin et d'Ailly.

## Biographie

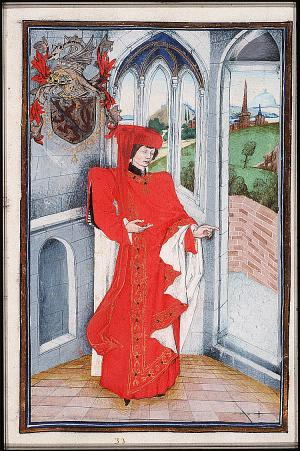
Extrait du Statuts, Ordonnances et Armorial de l'Ordre de la Toison d'Or de 1473.

Jean de Luxembourg, alias Jean d'Haubourdin, était le fils naturel du connétable de France, le comte Waléran III, et d’Agnès de Brie, il était cousin du comte Pierre Ier de Luxembourg († 1433), du chancelier de France Louis de Luxembourg († 1443), et du comte Jean II de Luxembourg-Ligny († 1441). Ainsi son nom vient du fait qu'il était un descendant de 6ème génération de Henri V, comte de Luxembourg, appartenant donc à la branche française de la maison de Luxembourg.
Jean épousa en 1433 (avant 1439), Jacqueline de La Trémoille-Dours. Cette dernière était fille de Pierre II de La Trémoille. Son père, Seigneur et Baron de Daours a été Conseiller et Chambellan du roi Charles VI.
Pour Jacqueline, il s'agissait d'un second mariage. Elle était veuve d’André de Toulongeon, mort en Terre- Sainte en 1432.
L'union de Jean et de Jacqueline resta stérile. Cette dernière est morte 13 jours après Jean.
Jean a donné naissance à un fils bâtard, Étienne qui épousa Isabeau de Croix par traité passé au château de Beyne, le 5 novembre 1484. Isabeau était veuve en 1526.

## Un homme impressionnant
Membre du conseil de Bourgogne sous Philippe le Bon, puis haut bailli de Malines, alors la plus haute magistrature des Pays-Bas bourguignons, il fut admis en 1433 dans l'ordre de chevalerie de la Toison d'or puis légitimé le 19 février 1436, son père étant mort en 1415. De 1446 jusqu'à sa mort, il exerça la charge d'amiral des Pays-Bas non flamands (Admiraal van de Nederlanden buiten Vlaanderen).
« Il marchait, quoique bâtard, à côté de son père, à côté des grands princes, les ducs de Bourgogne, la Trémouille, Croy, Créquy, le duc de Bretagne, le roi de France, le roi d’Aragon, dans les cérémonies religieuses et politiques de ce temps. » écrit de lui Victor Bouton en 1863.
Des trois représentations connues de Jean de Luxembourg, les deux portraits équestres, celui qui illustre cet article et celui de la Bibliothèque nationale de France sont les plus marquants, ce chevalier paraît très redoutable. Ils ont été dessinés lors du carrousel des chevaliers de l’Ordre de la Toison d’or qui a eu lieu à Bruges, le 14 janvier 1430, lors des festivités marquant le mariage de Philippe le Bon et d’Isabelle du Portugal.

## Un combattant bourguignon de la fin de la guerre de Cent ans
Le 2 décembre 1420, Jean de Luxembourg est présent aux côtés du duc de Bourgogne, les ducs de Clarence et de Bedford, frères du roi d’Angleterre, le chancelier de Thoisy les évêques d’Amiens, de Thérouanne, de Beauvais lors du lit de Justice tenu en Cour de Parlement.
Le 6 août 1422, Jean de Luxembourg commande le contingent picard de l’armée de Philippe le Bon qui marche sur Cosne que le dauphin, futur roi Charles VII, assiège. Après la levée du siège par ce dernier, Luxembourg  dirige ses troupes vers La Charité.
Au cours de l’automne 1424, Philippe le Bon envoie Jean de Luxembourg contre les armées de Humphrey de Lancastre, duc de Gloucester qui avait débarqué à Calais, en octobre, avec 6 000 archers et occupé le Hainaut. Gloucester battit rapidement en retraite et rembarqua pour l’Angleterre.
Se pose la question du siège de Compiègne, au mois de mai 1430, et de la capture de Jeanne d'Arc, le 23 de ce mois. Quel est le Jean de Luxembourg qui commande l’armée du nord-est de la ville? Est-ce Jean II de Luxembourg-Ligny ou notre Jean de Luxembourg bâtard de Saint-Pol ? Les historiens tiennent actuellement pour Jean II de Luxembourg-Ligny.
Après la levée du siège de Compiègne qui eut lieu le 26 octobre 1430, Jean de Brosse, maréchal de Boussac tenta de conquérir Clermont de l’Oise. Jean de Luxembourg à la tête d’une armée anglo bourguignonne l’obligea à se retirer. Jean de Luxembourg demanda au duc Philippe le Bon de livrer bataille à Jean de Brosse. Le conseil de Bourgogne s’opposa à cette demande.
Jean de Luxembourg participa au troisième siège de Lagny-sur Marne en juillet août 1432 sous le commandement de Jean de Lancastre duc de Bedford.

## Seigneur provisoire de Montmorency
Jean de Luxembourg fut titulaire de la seigneurie de Montmorency en raison de la confiscation opérée par le pouvoir anglais sur Jean II, sire de Montmorency, qui trahit l'alliance des anglais et des bourguignons pour passer dans les rangs français, sous les murs de Paris, le matin du 9 septembre 1429. En 1430, Guillaume Desprez, Bailli de Chartres, grand Fauconnier de France et son épouse, Denise de Thourote, qui possédaient la "terre de Saint-Leu" en firent hommage à Jean du fait qu'il était Seigneur de Montmorency. Cependant, comme ils ne réitèrent pas cet hommage et les devoirs y afférent, en avril 1449, un arrêt du Parlement adjugea cette terre à Jean de Montmorency.
En 1435, du fait du retournement de la situation, Jean de Luxembourg, avait perdu la seigneurie de Montmorency. Il aborda  ce sujet au quatrième chapitre de l'ordre la Toison d'or qui eut lieu à Bruxelles.

## Un homme riche et généreux
Le tombeau de Jean et de Jacqueline, en pierre de Tournai, montre la richesse de ce dernier. Jean utilisa sa richesse pour faire des œuvres charitables.
Jean de Luxembourg ordonna la création d'un hôpital à Haubourdin, qui fut construit en 1466, rasé en 1681, reconstruit en 1698 et qui prit son aspect définitif en 1878.
L'hospice Saint-Jean, situé à La Bassée, est également dû au seigneur d'Haubourdin en 1450.
À Ailly-sur-Noye, il fit construire une maladrerie. Celle-ci fut unie à l’hôtel-dieu de Moreuil par arrêts des 13 juillet 1695 et 22 juin 1697.
Jean figure parmi les bienfaiteurs principaux de l'église collégiale et du chapitre de Saint Pierre de Lille.
Après leur décès, Jean d'Haubourdin et son épouse furent inhumés dans l'église Saint-Martin d'Ailly-sur-Noye.
Il laisse un bâtard, Jean Caulus, fils de Jacquette, légitimé en septembre 1464 (cf. Père Anselme : Histoire généalogique de la Maison de France (1728), t. III, p. 724).

Le tombeau de Jean de Luxembourg et de Jacqueline de La Trémoille dans l'église d'Ailly-sur-Noye
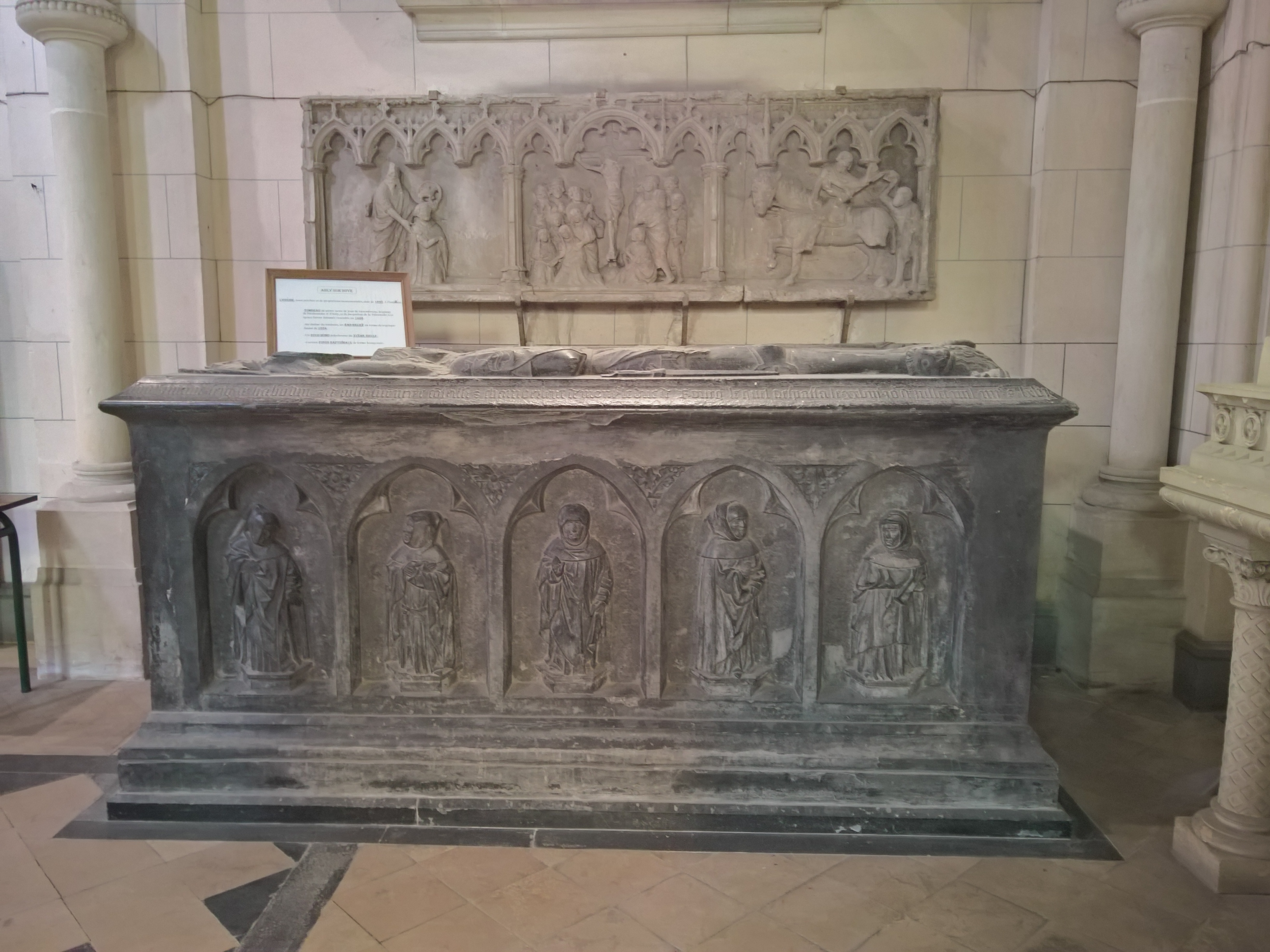
Le tombeau de Jean de Luxembourg.
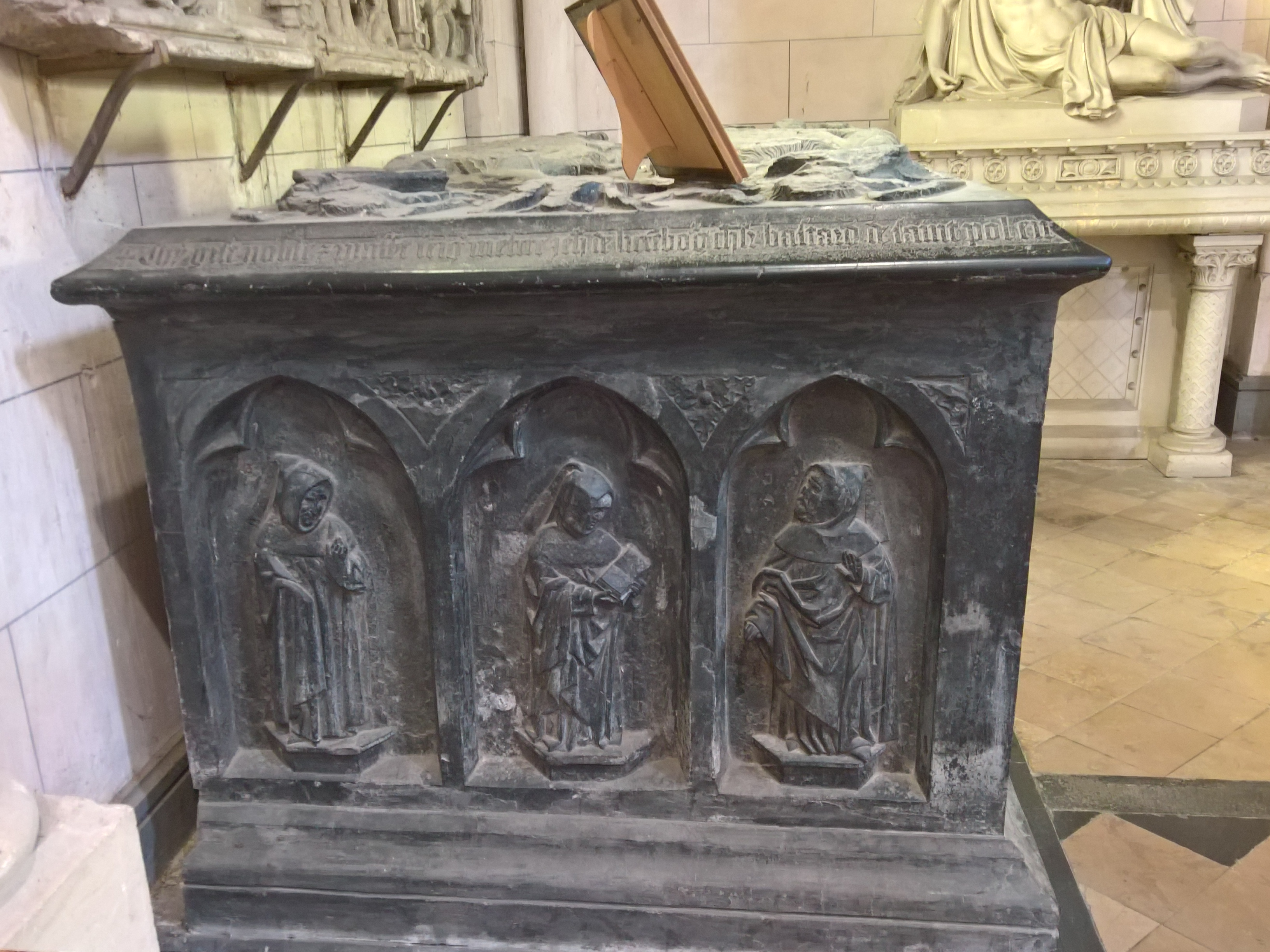
Côté du tombeau.